# دودلي روبرتس
دودلي روبرتس (بالإنجليزية: Dudley Roberts)‏ (16 أكتوبر 1945 بدربي في المملكة المتحدة - 5 يوليو 2024) هو لاعب كرة قدم بريطاني في مركز الهجوم. لعب مع سكونثورب يونايتد وكوفنتري سيتي ونادي دونكاستر روفرز ونادي مانسفيلد تاون.

## وصلات خارجية
- دودلي روبرتس على موقع قاعدة بيانات كرة القدم.إي يو (الإنجليزية)